# Serpi
Serpi ist ein Ortsteil der süditalienischen Gemeinde Agropoli in der Provinz Salerno. Er liegt auf einer Höhe von etwa 100 Metern über Normalnull in der Region Kampanien. Nach dem Istituto Nazionale di Statistica hat der Ortsteil den Status einer Streusiedlung (ital.: case sparse, „verstreute Häuser“). Serpi liegt 2,8 Kilometer nordöstlich von Agropolis Zentrum entfernt.